# The Lost Tapes
The Lost Tapes е осмият студиен албум на британската поп група „Шугабейбс“, издаден през декември 2022. Това е първият албум на групата издаден като независими артисти, както и втори във оригиналния състав след дебютния им албум One Touch, издаден през 2000 г. Албумът достига второ място в британската класацията за дигитални албуми.

## Списък с песните

### Оригинален траклист
1. Drum – 3:34
2. Flatline – 3:53
3. Love Me Hard – 3:42
4. Summer of '99 – 3:58
5. Boys – 3:05
6. Metal Heart – 4:25
7. Beat Is Gone – 4:29
8. No Regrets – 4:01
9. Today – 3:42
10. Victory – 3:12
11. I'm Alright – 4:04
12. I Lay Down – 4:08
13. Back in the Day – 4:23

### Дигитално делукс издание
1. Back to Life – 3:34
2. Breathe Me – 4:17
3. Only You – 4:11